# Txvijepse
Txvijepse - Чвижепсе (rus) - és un poble del krai de Krasnodar, a Rússia. Es troba a la desembocadura del riu Txvijepse en el Mzimta. Pertany al municipi de Kràsnaia Poliana.